# Maxime Lalanne

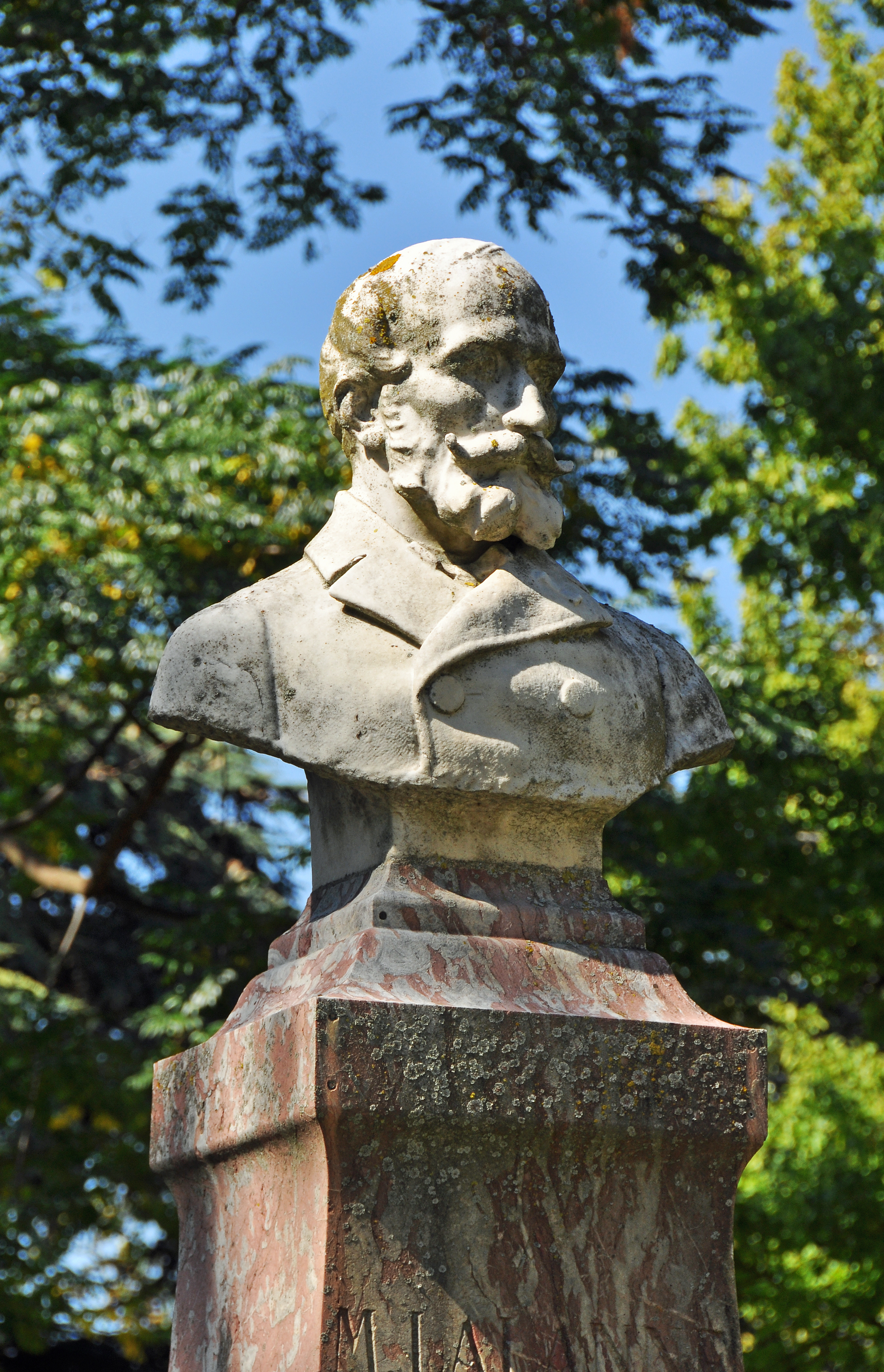
Borstbeeld van Maxime Lalanne in het stadspark van Bordeaux, door de beeldhouwer Pierre Granet.

François Antoine Maxime Lalanne (Bordeaux, 27 november 1827 - Nogent-sur-Marne, 29 juli 1886) was een Frans tekenaar, schilder, etser en lithograaf.
Maxime Lalanne werd in 1827 in Bordeaux geboren als zoon van Antoine Lalanne, ambtenaar, en van Anne Gellibert. Aanvankelijk studeerde hij rechten en was tekenen voor hem louter een vrijetijdsbezigheid. Toen hij in 1850 voor het eerst deelnam aan een tentoonstelling in zijn geboortestad, behaalde hij al meteen een medaille en werd hij door kunstkenners opgemerkt. Dezen moedigden hem aan om van de kunstbeoefening zijn beroep te maken.
In 1852 verhuisde hij naar Parijs, waar hij zijn hele actieve leven verder zou verblijven. Hij werd er leerling van Jean Gigoux. In de eerste jaren was hij vooral actief als tekenaar en lithograaf. In het begin van de jaren zestig ging hij zich toeleggen op het etsen. Deze techniek was enigszins in onbruik geraakt, maar zou - mede dankzij Lalanne - een revival kennen in Frankrijk. Hij werd in 1862 medestichter van de door de Parijse uitgever Alfred Cadart opgerichte Société des Aquafortistes en werkte de volgende twintig jaar samen met Cadart. In de uitgaven van de Société verschenen zeer regelmatig etsen van Lalanne.
Daarnaast schreef Lalanne twee handboeken: een over de techniek van het etsen in 1866, dat een standaardwerk zou worden, en een over het tekenen met houtskool in 1869. Van zijn handboek over etstechnieken verscheen in 1878 een tweede uitgave, die ook in het Engels vertaald werd en in 1880 in de Verenigde Staten uitgegeven werd. Daar zorgde het boek eveneens voor een heropbloei van de etskunst.

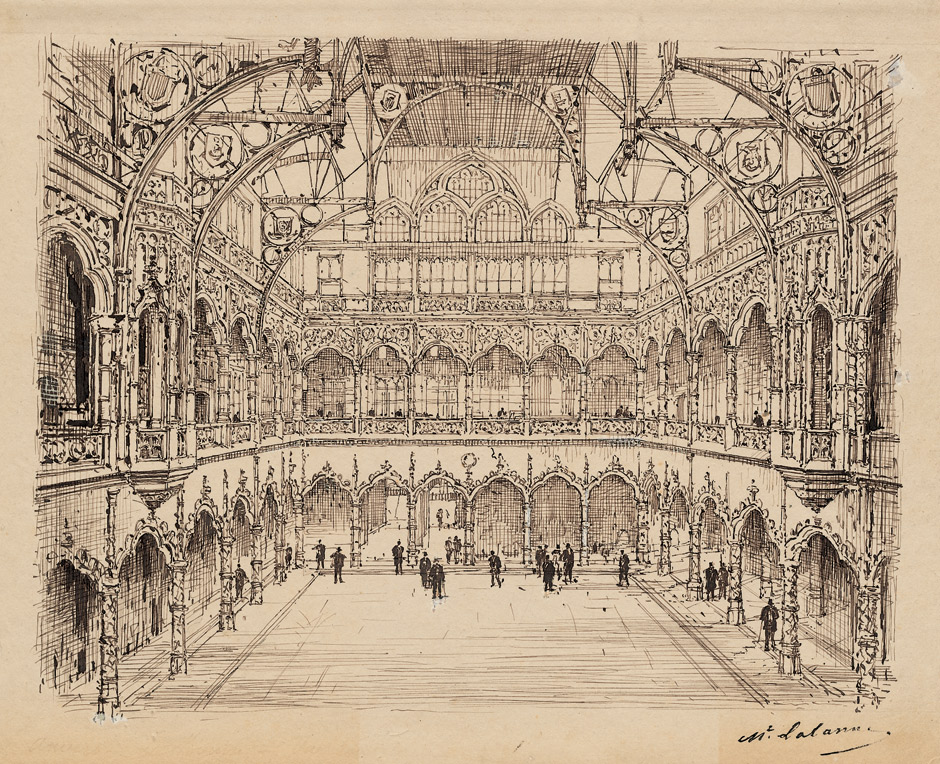
Maxime Lalanne, Interieur van de Handelsbeurs in Antwerpen (ets).

In 1875 werden zijn verdiensten door de Franse Staat gehonoreerd met een benoeming tot Chevalier de la Légion d'Honneur.
Op het einde van zijn leven, in 1885, trok hij zich terug in Nogent-sur-Marne, waar hij het jaar daarna, op 29 juli 1886, zou overlijden. Ondanks het feit dat hij geplaagd werd door de botaandoening osteomalacie bleef hij tekenen tot zijn laatste levensadem. Twee jaar na zijn overlijden werden zijn stoffelijke resten overgebracht naar Bordeaux, waar zij bijgezet werden in de monumentale collectieve graftombe voor de Bordeauxse beeldende kunstenaars op de begraafplaats van La Chartreuse.
Maxime Lalanne wordt beschouwd als een van de beste etsers van de 19de eeuw. Hij paarde een sterke technische kunde aan een goed observatievermogen en een grote zorg bij het uitwerken van zijn platen. Als onderwerpen koos hij zowel landschappen als stads- en havengezichten. Bekend zijn zijn gezichten van Parijs, waarbij hij de goorheid van de achterbuurten en de industriële wijken niet schuwde. Hij maakte ook een reeks prenten van de gevolgen van het beleg van Parijs tijdens de Frans-Duitse Oorlog in 1870-1871. Uiteraard maakte hij ook platen van zijn geboortestad Bordeaux, waarmee hij steeds een hechte band bleef houden, maar evengoed van plaatsen in het buitenland, waaronder Antwerpen, Ieper, Amsterdam, Haarlem en het Drentse Gieten.
In 1897 werd op initiatief van de kunstenaarsvereniging van Bordeaux in het stadspark een monument ter ere van Maxime Lalanne opgericht. Het bestaat uit een borstbeeld op een sokkel, en is het werk van de beeldhouwer Pierre Granet. Oorspronkelijk was het monument voorzien van bronzen ornamenten, maar deze werden tijdens de Tweede Wereldoorlog verwijderd en omgesmolten.